# رتب القوات المسلحة (العراق)
رُتَب القُوَّات الْمُسَلَّحَة هي الصفة أو المَنْصِب أو اللَّقَب الذي يقترن باسم الفرد العسكري ليضعه ضمن الهيكل التنظيمي للقوات المسلحة، محددًا له صلاحياته ومسؤولياته وواجباته وامتيازاته. وهي شارات توضح التنظيم الهرمي للمُؤسَّسة الْعَسْكَرِيَّة، فالرُتَب الْعَسْكَرِيَّة نظام لعلاقة تسلسلية لتنظيم العلاقة بين الرئيس الذي يتحمل مسؤولية إصدار القرارات والأوامر والتعليمات والإشراف على تنفيذها، من جهة، والمرؤوس الذي يتوجب عليه الطاعة والتنفيذ من جهة أخرى، وعلى مدى دقة وسلامة هذه العلاقة يدور دولاب العمل العَسكَريّ سلمًا وحربًا. تتبنى كُل دولة أنظمة خاصة بتحديد الصلاحيات والواجبات المتعلقة بِكُل رُتبة، كما أنَّ لكل دولة قوانينها التي تحدد أوقات التدرج والترقية من رُتبة إلى أخرى، وكذلك شروط منح الرُتبة ونزعها أو تجريد حاملها منها والسلطات المخولة بذلك. وقد يختلف شكل تلك الشارات حسب الأفرع المختلفة للْجَيْش الْعِرَاقِيّ.

## شرح الرتب
تمنح الرتبة العسكرية للضباط اللذين أتموا دراستهم العسكرية بمؤهلات علمية تمكنهم من ممارسة أعمالهم، وعادة ما تعطى الرتب الضباط الأعوان لهم بإختلاف مستوياتهم العلمية، وتمنح أيضاً بصفة الشرف للضباط الذين أمضوا فترات زمنية كافية تنص عليها القوانين واللوائح العسكرية شريطة أن تكون لديهم خبرة كافية تمكنهم من أداء واجباتهم. بشكل عام القوانين والتشريعات يجب أن تكون موجودة وهي التي تنظم الأمور والبلد، عندما تأسس الجيش العراقي عام 1921 تم سن قانون نظام شارات رتب ضباط الجيش في عام 1942 (الغى لاحقاً)، ثم في سنة 1965 تم إعادة إنشاء نظام رتب وضباط الجيش وإعادة تكوينها واستحداث رتبة أخرى كرتبة لواء وفريق وفريق أول ومشير (مُهيب) الذي بموجبة تم تحديد شكل شارات الصنوف الثلاث (البرية، الجوية، البحرية) والتي سنتحدث عنها ادناه (رتب القوة الجوية نفس البرية مجرد وجود شعار النسر العربي لتفريق عن بقية الصنوف).

## رتب القوات المسلحة (2003- الآن)

### المجندين ومساعدي الضباط (ضباط الصف، نواب الضباط)
كل متطوع التحق إلى الخدمة في صفوف الجيش (الجيش العراقي) له رتبة معينة تخصص له حسب القدم (من ناحية الخدمة) أو الخبرة. تكون ترقية المراتب من الرتبة الادنى إلى الرتب والدرجات التي تلي رتبهم أو درجاتهم مباشرة متى أمضوا فيها المدة الأصغرية مع توفر الشروط الأخرى التي تحدد بتعليمات خاصة لكل صنف من الصنوف، أو ترقية المراتب الذين يظهرون شجاعة فائقة وأعمالا ممتازة أثناء الحركات الفعلية أو الحرب والتي من شأنها اعلاء شرف الجيش.

#### رتب المجندين
في معظم الجيوش، يتخذ استخدام كلمة «جندي» معنى أكثر عمومية بسبب التخصص المتزايد للمهن العسكرية التي تتطلب مجالات مختلفة من المعرفة ومجموعات المهارات. ونتيجة لذلك، يُشار إلى «الجنود» بأسماء أو رتب تعكس تخصص الفرد العسكري أو الخدمة أو فرع التوظيف العسكري، أو نوع الوحدة، أو الاستخدام التشغيلي أو الاستخدام التقني مثل: جندي، كوماندوز، مدفعي، مظلي، حارس، قناص، مهندس، خبير، حرفي، مسعف... الخ.
- جندي: فرد ينتمي إلى مؤسسةٍ عسكرية (نظاميّة)، محدود المهام، والجنود هم نواة الجيش. لايمتلك الجندي رتبة.
- جندي أول: يأتي في المرتبة الأعلى من جندي، الرتبة شريط على العضد.
- نائب عريف: المرتبة الاعلى من الجندي الاول، الرتبة شريطين على العضد.
- عريف: الْقَيِّمُ بأَمرِ القوم وسيّدُهم والجمع، هو القائد لمجموعة من الجنود، اعلى من نائب العريف، الرتبة ثلاث أشرطة على العضد.
- رئيس عرفاء: أعلى رتب المجندين، الرتبة أربع اشرطة على العضد.

#### رتبمساعدين الضباط(ضباط الصف، نواب الضباط)
نائب (مساعد) الضابط: المتطوع صاحب الخبرة الذي تدرج بالخدمة (أكثر من عشر سنوات) وله دور حيوى جدا ومهم في السيطرة على الجنود وفي التدريب وهو غالبا حلقة الوصل بين القائد والجنود.
الرتبة عبارة عن بنيقة تحمل رموزاً للدلالة على مرتبة نائب الضابط توضع في نهاية ياقة القميص للزي العسكري
- نائب ضابط من الدرجة الثامنة: ادنى رتب نواب الضباط، الرتبة بنيقة خالية من الرموز.
- نائب ضابط من الدرجة السابعة: الرتبة نجمة خماسية ذهبية.
- نائب ضابط من الدرجة السادسة: الرتبة نجمة خماسية مع شريط اسفل النجمة.
- نائب ضابط من الدرجة الخامسة: الرتبة نجمتين خماسيتين.
- نائب ضابط من الدرجة الرابعة: الرتبة نجمتين خماسيتين مع شريط اسفلهما.
- نائب ضابط من الدرجة الثالثة: الرتبة ثلاث نجمات خماسية.
- نائب ضابط من الدرجة الثانية: الرتبة ثلاث نجمات خماسية مع شريط اسفلها.
- نائب ضابط من الدرجة الأولى: أعلى رتب نواب الضباط، الرتبة نسر جمهوري.

### الضباط

#### الضباط الأعوان (صغار الضباط)
- ملازم: وقد أطلق على الضابط في هذه الفئة من الرتب العسكرية ملازماً لكونه يلازم فصيله ويداوم عليه، هو أصغر ضابط وأول رتبة ضابط، الرتبة نجمة خماسية واحدة على الكتف.
- ملازم أول: المرتبة الثانية من الضابط، الرتبة نجمتين خماسيتين متتاليتين على الكتف.
- نقيب: هو شاهد القوم وضمينهم والمنقب في أحوالهم، المرتبة الثالثة من الضباط، وتتولى هذه الرتبة مسؤوليات كبيرة للضابط. الرتبة ثلاث نجوم خماسية متتالية على الكتف.

#### الضباط القادة (الضباط الميدانيون)
- رائد: هو من يتقدم القوم ويبصر لهم، المرتبة الرابعة من الضباط، الرتبة النسر الجمهوري على الكتف.
- مقدم: هو الآمر الذي يتقدم الطليعة من الجيش، المرتبة الخامسة من الضباط، وعادة يحمل قدراً كبيراً من المسؤولية، الرتبة النسر الجمهوري أسفله نجمة خماسية على الكتف.
- عقيد: هو زعيم القوم (عقيدهم)، المرتبة السادسة من الضباط، يتولى أمور القيادة لعدة سرايا تخضع لتشكيل كان يعرف باسم الرتل (الطابور). الرتبة النسر الجمهوري أسفله نجمتين خماسيتين متتاليتين على الكتف.
- عميد: هو عميد القوم سيدهم وعَمُودُهم الذي يعتمد عليه في ضبط وتنظيم الأمور، المرتبة السابعة من الضباط، وهو عادة يقود الوية ويتولى قيادة عمليات ميدانية مباشرة أو إدارة بعض الصنوف مثلاً صنف الصيانة، الرتبة النسر الجمهوري أسفله ثلاث نجوم في شكل مثلث على الكتف.

#### الضباط الأمراء (الضباط الأعلى)
- لواء: المرتبة الثامنة من الضباط (وهو يقابل في العصور الإسلامية الأولى أمير الجيش الذي يقود عشرة آلاف مقاتل). الرتبة النسر الجمهوري أسفله سيفين عربيين متقاطعان على الكتف.
- فريق: هو الرئيس القائم على الفرقة المؤلفة من عدة ألوية (وأصله ميرفريق أي أمير الفرقة المركبة) وعند الترقية ترفع رتبة الفريق إلى (فريق أول). المرتبة التاسعة من الضباط، وهي رتبة عالية جداً ويكون فيها مساعد لرئيس الأركان العامة. الرتبة النسر الجمهوري أسفله نجمة خماسية أسفلها سيفين عربيين متقاطعان.
- فريق أول: المرتبة العاشرة من الضباط، عادة يكون رئيس هيئة الأركان وهو من حيث المسؤوليات يتحمل كامل المسؤولية في الجيش وهو يأتي بعد القائد العام. الرتبة النسر الجمهوري أسفله نجمتين خماسيتين متساويتين أسفلهما سيفين عربيين.

* مُهيب هي أعلى رتبة عسكرية في الجيش (رمزية) وكانت هذه الرتبة للقائد العام للقوات المسلحة في الجيش حتى عام 2003، حصل عليها الملك غازي الأول والرؤساء عبد السلام عارف واحمد حسن البكر وصدام حسين حالياً لا يوجد في الجيش العراقي الحالي هذه الرتبة ويكون شعار هذه الرتبة اثنين من السيوف المتقاطعة وأثنين من نباتات القمح حول السيف مع النسر الجمهوري فوقهم.
* ركن: هنالك شريط أحمر على طول حافة الكتف ويشير ان الضابط هو خريج دورة عسكرية أو كلية دراسة اركان حربية ومن النخبة، يتم اختيارهم من اولائك الذين اتمو بنجاح دخول دورة تحضيرية لمدة ستة أشهر «ثم أستكمال بنجاح دورة ضباط الأركان لمدة عامين» في كلية الأركان.

الرموز أدناه ترمز إلى رتب القوات المسلحة العراقية المختلفة ويلاحظ من الاختلاف لون قاعدة الرتبة (الكتافية)

### رموز رتب القوات البرية
رتب القوات البرية تتميز بقاعدة رتب ذات لون زيتوني (خاكي داكن) إضافة إلى الرموز القياسية للرتب. تضاف مسميات إلى أسم الرتبة كـ (مهندس، طبيب) وغيرها للدلالة على وظيفة الضابط.
* في بعض الاحيان الرتبة في القيافة الميدانية (زي المعركة) تكون الكتافية بقاعدة من نفس لون الزي للتمويه.

#### رتب نواب ضباط القوات البرية
الرتب الخاصة بنواب الضباط عبارة عن بنيقات توضع على الياقة وهي:
| نائب ضابط من الدرجة الثامنة | نائب ضابط من الدرجة السابعة | نائب ضابط من الدرجة السادسة | نائب ضابط من الدرجة الخامسة | نائب ضابط من الدرجة الرابعة | نائب ضابط من الدرجة الثالثة | نائب ضابط من الدرجة الثانية | نائب ضابط من الدرجة الأولى | نائب ضابط من درجة الممتازة |
| --------------------------- | --------------------------- | --------------------------- | --------------------------- | --------------------------- | --------------------------- | --------------------------- | -------------------------- | -------------------------- |
|                             |                             |                             |                             |                             |                             |                             |                            |                            |

#### رتب مجندين (المشاة) القوات البرية
رتب جنود مشاة الجيش العراقي:
| جندي | جندي أول | نائب عريف | عريف | رئيس عرفاء |
| ---- | -------- | --------- | ---- | ---------- |
|      |          |           |      |            |

#### رتب ضباط القوات البرية
الرتب الخاصة بضباط صنف المشاة عبارة عن كتافيات (زيتوني) تحمل الرموز القياسية، توضع على كتف القميص للزي العسكري:
| فريق أول (ركن) | فريق (ركن) | لواء (ركن) | عميد | عقيد | مقدم | رائد | نقيب | ملازم أول | ملازم |
| -------------- | ---------- | ---------- | ---- | ---- | ---- | ---- | ---- | --------- | ----- |
|                |            |            |      |      |      |      |      |           |       |

### رموز رتب القوات الجوية وقيادة طيران الجيش
تتميز رتب القوات الجوية وقيادة طيران الجيش أضافة إلى لون الكتافية الزرقاء بوجود جناحي النسر العربي أسفل رموز الرتبة، تضاف مسميات إلى أسم الرتبة للدلالة على وظيفة الضابط كـ (طيار، مهندس) وهكذا. المراتب وضباط الصف في القوة الجوية وطيران الجيش لايمكنهم قيادة الطائرات ولذلك تخلو الرتب من جناح نسر (جناح الطيران)، وتقتصر واجبات المراتب وضباط الصف إلى المهام الارضية والدعم اللوجستي، تجهيز خط الطيران والحماية وفي بعض الاحيان التنظيم داخل الطائرة في حالة طائرات النقل أو مدفعجي الباب (Door gunner) بالنسبة للمروحيات.

#### رتب المجندين للقوة الجوية وقيادة طيران الجيش
رتب المجندين اشرطة توضع اسفل الكتف (العضد):
| جندي | جندي أول | نائب عريف | عريف | رئيس عرفاء |
| ---- | -------- | --------- | ---- | ---------- |
|      |          |           |      |            |

#### رتب الضباط للقوة الجوية وقيادة طيران الجيش
الرتب الخاصة بضباط القوة الجوية وطيران الجيش العراقي عبارة عن كتافيات (زرقاء سماوية) تحمل الرموز القياسية، توضع على الكتف:
| ملازم طيار | ملازم أول طيار | نقيب طيار | رائد طيار | مقدم طيار | عقيد طيار | عميد طيار | لواء ركن طيار | فريق ركن طيار | فريق أول ركن طيار |
| ---------- | -------------- | --------- | --------- | --------- | --------- | --------- | ------------- | ------------- | ----------------- |
|            |                |           |           |           |           |           |               |               |                   |

### رموز رتب القوات البحرية
رتب القوة البحرية تتميز بقاعدة سوداء إضافة إلى الرموز القياسية للرتب. تضاف تسمية (بحري) إلى أسم الرتبة للدلالة على الضابط البحري، كذلك بعض التسميات للدلالة على وضيفة الضابط كـ (مهندس). في الزي (القيافة) الرسمي للقوة البحرية تضاف رموز تعريفية إلى نهاية أكمام السترة وتختلف بأختلاف الرتبة.

#### رتب المجندين للقوة البحرية (مشاة البحرية)
رتب المجندين اشرطة توضع اسفل الكتف (العضد)، في حالة الزي الرسمي الاشرطة تتواجد بصورة مائلة (45 درجة) على الكم الأيسر فقط.
| جندي | جندي أول | نائب عريف | عريف | رئيس عرفاء |
| ---- | -------- | --------- | ---- | ---------- |
|      |          |           |      |            |

#### رتب الضباط للقوة البحرية
الرتب الخاصة بضباط القوة البحرية عبارة عن كتافيات (سوداء) تحمل الرموز القياسية، توضع على الكتف. في حال الزي الرسمي والزي (البحري الابيض) فرموز الكتافيات تختلف كم موضح:
- ملازم بحري: الرمز على الكُم ثلاث خطوط صغيرة ذهبية بنهايات مستديرة (تشبه الدبوس) عمودية على الكُم.
- ملازم أول بحري: الرمز على الكُم شريط ذهبي بحلقة.
- نقيب بحري: الرمز على الكُم شريطين ذهبيين أعلاها بحلقة.
- رائد بحري: الرمز على الكُم شريطين ذهبيين أعلاها بحلقة يتوسطهما شريط ذهبي صغير.
- مقدم بحري: الرمز على الكُم ثلاث أشرطة ذهبية أعلاها بحلقة.
- عقيد بحري: الرمز على الكُم أربع اشرطة ذهبية أعلاها بحلقة.
- عميد بحري: الرمز على الكُم شريط ذهبي كبير بحلقة.
- لواء بحري: الرمز على الكُم شريط ذهبي بحلقة أسفله شريط ذهبي كبير.
- فريق بحري: الرمز على الكُم شريطين ذهبيين أعلاهما بحلقة أسفلهما شريط ذهبي كبير.
- فريق أول بحري: الرمز على الكُم ثلاث أشرطة ذهبية أعلاها بحلقة أسفلهم شريط ذهبي كبير.

| ملازم بحري | ملازم أول بحري | نقيب بحري | رائد بحري | مقدم بحري | عقيد بحري | عميد بحري | لواء ركن بحري | فريق ركن بحري | فريق أول ركن بحري |
| ---------- | -------------- | --------- | --------- | --------- | --------- | --------- | ------------- | ------------- | ----------------- |
|            |                |           |           |           |           |           |               |               |                   |

## رموز رتب القوات المسلحة العراقية (1959 - 1965)

### رموز رتب القوة البرية

#### رتب الضباط في القوة البرية
الرُتبُ الخاصّة بضُبَّاط صِنْف المُشَاة عِبَارَةٌ عن شَارَاتٍ توضَعُ على أكتافِ الزيّ العَسْكَريّ:
| ملازم | ملازم أول | رئيس | رئيس أول | مقدم | عقيد | زعيم | أمير لواء | فريق | فريق أول | مشير |
| ----- | --------- | ---- | -------- | ---- | ---- | ---- | --------- | ---- | -------- | ---- |
|       |           |      |          |      |      |      |           |      |          |      |

#### رتب الضباط الركن في القوة البرية
الضُبَّاط الرُّكن هم الضُبَّاط الَّذين تخَرجوا من إِحْدَى مَدارِس أو كُلِّيَّات الأرْكَان ويَحِقُّ للضُبَّاط من رُتْبَة رَئِيس (نَقِيب) فما فَوْق التَقْديم على إِحْدَى مَدارِس أو كُلِّيَّات الأرْكَان وذَلِكَ بعدَ اِجْتِيَازهِ عِدَّة دوراتٍ عسكريَّة ويحَصلُ الضَّابطُ المُتخرَّج من إِحْدَى مَدارِس أو كُلِّيَّات الأرْكَان على شَهَادَةِ الْمَاجِسْتِير في العُلُوم العسكريَّة ويختلفُ الأمر من بَلَدٍ إلى آخَر وفي العِراقَ يتمُ وَضْعُ شَرِيطٍ أحْمَرُ اللَّون أَسْفَلَ الرُتْبَة لتَّمْيِيز الضُبَّاط الرُّكن عن غَيَّرهم وهَذَا النِظام مَعْمُولٌ بِهِ في القُوِّات الْمُسَلَّحَة العِراقية منذُ عام 1938 وإلى الآن
| ملازم | ملازم أول | رئيس ركن | رئيس أول ركن | مقدم ركن | عقيد ركن | زعيم ركن | أمير لواء ركن | فريق ركن | فريق أول ركن | مشير ركن |
| ----- | --------- | -------- | ------------ | -------- | -------- | -------- | ------------- | -------- | ------------ | -------- |
|       |           |          |              |          |          |          |               |          |              |          |

### رموز رتب القوة الجوية

#### رتب الضباط في القوة الجوية
الرُتبُ الخاصّة بضُبَّاط صِنْف الطَيَران عِبَارَةٌ عن شَارَاتٍ توضَعُ على أكتافِ الزيّ العَسْكَريّ:
| ملازم جو | ملازم أول جو | رئيس جو | رئيس أول جو | مقدم جو | عقيد جو | زعيم جو | أمير لواء جو | فريق جو | فريق أول جو | مشير جو |
| -------- | ------------ | ------- | ----------- | ------- | ------- | ------- | ------------ | ------- | ----------- | ------- |
|          |              |         |             |         |         |         |              |         |             |         |

#### رتب الضباط الركن في القوة الجوية
| ملازم جو | ملازم أول جو | رئيس جو ركن | رئيس أول جو ركن | مقدم جو ركن | عقيد جو ركن | زعيم جو ركن | أمير لواء جو ركن | فريق جو ركن | فريق أول جو ركن | مشير جو ركن |
| -------- | ------------ | ----------- | --------------- | ----------- | ----------- | ----------- | ---------------- | ----------- | --------------- | ----------- |
|          |              |             |                 |             |             |             |                  |             |                 |             |

### رموز رتب القوة البحرية

#### رتب الضباط في القوة البحرية
الرُتبُ الخاصّة بضُبَّاط صِنْف البَحْرِيَّة عِبَارَةٌ عن شَارَاتٍ توضَعُ على أكتافِ الزيّ العَسْكَريّ
| ملازم بحري | ملازم أول بحري | رئيس بحري | رئيس أول بحري | مقدم بحري | عقيد بحري | زعيم بحري | أمير لواء بحري | فريق بحري | فريق أول بحري | مشير بحري |
| ---------- | -------------- | --------- | ------------- | --------- | --------- | --------- | -------------- | --------- | ------------- | --------- |
|            |                |           |               |           |           |           |                |           |               |           |

#### رتب الضباط الركن في القوة البحرية
| ملازم بحري | ملازم أول بحري | رئيس بحري ركن | رئيس أول بحري ركن | مقدم بحري ركن | عقيد بحري ركن | زعيم بحري ركن | أمير لواء بحري ركن | فريق بحري ركن | فريق أول بحري ركن | مشير بحري ركن |
| ---------- | -------------- | ------------- | ----------------- | ------------- | ------------- | ------------- | ------------------ | ------------- | ----------------- | ------------- |
|            |                |               |                   |               |               |               |                    |               |                   |               |

## رموز رتبالجيش الملكي العراقي(1921-1958)

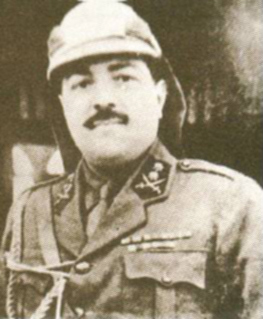
جعفر العسكري مرتدياً شارة رتبة الفريق

### 1921
| عميد | فريق | لواء | زعيم | عقيد | مقدم | رئيس أول | رئيس | ملازم أول | ملازم |
| ---- | ---- | ---- | ---- | ---- | ---- | -------- | ---- | --------- | ----- |
|      |      |      |      |      |      |          |      |           |       |

### 1921-1942
| شارة الركن (مع كل رتبة) | مشير | عميد | فريق | أمير لواء | زعيم | عقيد | مقدم | رئيس أول | رئيس | ملازم أول | ملازم |
| ----------------------- | ---- | ---- | ---- | --------- | ---- | ---- | ---- | -------- | ---- | --------- | ----- |
|                         |      |      |      |           |      |      |      |          |      |           |       |

### 1942-1958
رتب الجيش الملكي العراقي:
| شارة ضباط الركن (مع كل رتبة) | مشير | عميد | فريق | لواء | زعيم | عقيد | مقدم | رئيس أول | رئيس | ملازم أول | ملازم |
| ---------------------------- | ---- | ---- | ---- | ---- | ---- | ---- | ---- | -------- | ---- | --------- | ----- |
|                              |      |      |      |      |      |      |      |          |      |           |       |

رتب الجنود وضباط الصف:
| نائب ضابط | رئيس عرفاء | عريف | نائب عريف | جندي أول |
| --------- | ---------- | ---- | --------- | -------- |
|           |            |      |           |          |

## الرموز العسكرية (لغاية 2003)

### الضباط
| مُهيب | فريق أول | فريق | لواء | عميد | عقيد | مقدم | رائد | نقيب | ملازم أول | ملازم |
| ---- | -------- | ---- | ---- | ---- | ---- | ---- | ---- | ---- | --------- | ----- |
|      |          |      |      |      |      |      |      |      |           |       |